# 太宰治まなびの家
太宰治まなびの家（だざいおさむまなびのいえ）は、青森県弘前市大字御幸町9-35にある日本家屋で、太宰治が旧制弘前高校在学時の3年間（1927年4月 - 1930年3月）を過ごした住宅（旧藤田家住宅）である。後年、「太宰治まなびの家」として公開された。弘前市指定有形文化財。藤田家は太宰の実家である津島家の親戚筋にあたる。

## 概要

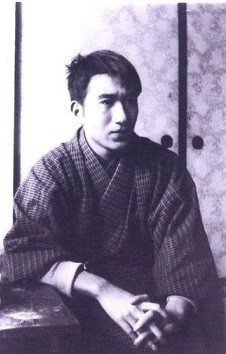
官立弘前高校時代の太宰治（1928年撮影）

藤田豊三郎邸は、木造二階建・切妻屋根で、現存する棟札により、1921年（大正10年）に建築されたと知られる。新しい建築材を使わず、碇ヶ関村長宅を移築したものである。日本の住宅建築の変革期にあたる大正期には、居間と個室が設けられるようになり、この時代に出現した「中廊下型平面」の間取りに則り、平面の中央を通じる廊下を挟んで居住区画と台所などを配列するスタイルとなり、当時の建築様式を今に伝える。
2階奧の押入、縁側、出窓が付いた6畳間が太宰の部屋であった。1927年（昭和2年）4月から1930年（昭和5年3月）までの旧制高校時代（官立弘前高校）の3年間をこの部屋に居したが、その間の1年間には義太夫を習った。襖で区切られた隣室は藤田家の長男だった本太郎が暮らしていた。期末試験の前夜の1929年12月10日深夜には、この部屋で常用していた多量の睡眠剤カルモチンを飲み（平常の5－6倍）、最初の自殺未遂を敢行。藤田家は、青森県弘前市元長町の斎藤内科医院に往診を依頼するとともに、津島家に打電。電報を受け取った太宰の次兄・津島英治が急行した際には、すでに意識を取り戻していた。その際、太宰はニヤニヤするだけで、理由について一切語らなかったという。当時付き合っていた小山初代との関係が真因ではないかと推測されている一方、偽装自殺説もある。その4-5日後より、母親の津島夕子が訪れ、太宰を連れて大鰐温泉の旅館で静養した。
保存公開に際しては、元の立地から約100m南東に、向きを変えずに移築された。太宰の居室が使用した机や茶箪笥なども含めて現存し、また藤田本太郎の居室には彼が撮影した太宰の写真が展示されている。
周囲には旧弘前偕行社（重要文化財）、旧制弘前高等学校外国人教師館（国登録有形文化財）などの太宰下宿時代の洋館が点在する。